# 한진춘추
《한진춘추(漢晉春秋)》는 중국 동진의 습착치가 지은 역사서이다.
후한의 광무제부터 서진의 민제까지의 약 300년 간의 역사가 서술되어 있으며, 삼국 시대에서 촉한을 정통으로 삼는 촉한정통론이 주장되었다. 전체 권수는 54권이나, 오늘날에는 산일되었다. 《삼국지》 배송지주에 내용이 다수 인용되어 있고, 청대에 일문이 수집되었다.